# Portable Document Format

O PDF (Portable Document Format) é um formato de arquivo, desenvolvido pela Adobe Systems em 1993, para representar documentos de maneira independente do aplicativo, do hardware e do sistema operacional usados para criá-los. Um arquivo PDF pode descrever documentos que contenham texto, gráficos e imagens num formato independente de dispositivo e resolução.
O PDF é um padrão aberto, e qualquer pessoa pode escrever aplicativos que leiam ou escrevam neste padrão. Há aplicativos gratuitos para Microsoft Windows, Apple Macintosh e Linux, alguns deles distribuídos pela própria Adobe e há diversos aplicativos sob licenças livres.
PDF pode ser traduzido para português como formato de documento portável.
É possível gerar arquivos em PDF a partir de vários formatos de documentos, como ODF (do LibreOffice) ou DOC (do Microsoft Word) e imagens, como JPEG e PNG. No entanto, a qualidade do foco gerado, no que se refere à exibição do conteúdo, pode variar de acordo com o formato do arquivo matriz, a partir do qual o PDF foi criado. Portanto, a escolha do formato mais adequado pode ser um esforço válido, principalmente em se tratando de PDFs que contêm informações institucionais ou corporativas.
Um bom método para conseguir o máximo de qualidade é gerar PDFs diretamente dos programas gráficos onde as peças foram produzidas, por exemplo, Canva, Inkscape, Gimp, Scribus, Photoshop (também da Adobe), Illustrator, Freehand ou CorelDraw. Se o usuário não tem esses programas ou não tem os arquivos fontes do material em questão (SVG, XCF, SLA, PSD, AI, FH* ou CDR), segue a lista com os formatos mais populares e que permitem alta qualidade ao serem convertidos para PDF:
- PNG
- HTML
- PostScript
- Documentos do LibreOffice e Microsoft Office (e correspondentes).

A Wikipedia tem a opção de gerar arquivo PDF, no menu Imprimir/exportar, à esquerda, com o nome de Descarregar como PDF, para a maioria de seus artigos.